# Nephele oenopion
Nephele oenopion är en fjärilsart som beskrevs av Jacob Hübner 1806. Nephele oenopion ingår i släktet Nephele och familjen svärmare. Inga underarter finns listade i Catalogue of Life.